# لیویو بروتی
لیویو بروتی (ایتالیایی: Livio Berruti؛ زادهٔ ۱۹ مهٔ ۱۹۳۹) دونده اهل ایتالیا بود.